# Le Roi et moi (film, 1999)
Pour les articles homonymes, voir Anna et le Roi.
Pour plus de détails, voir Fiche technique et Distribution.
Le Roi et moi (titre original : The King and I) est un long métrage d'animation musical américain de Richard Rich, sorti en 1999 et adapté de la comédie musicale homonyme.

## Synopsis
L'histoire se passe en 1862. Anna Leonowens et son fils, Louis, arrivent à Bangkok. La jeune veuve anglaise a été engagée par l'excentrique roi de Siam pour instruire ses nombreux enfants.
Malgré quelques accrochages dus au caractère autoritaire du roi et celui, indépendant, d'Anna, ils finissent par s'entendre. Mais c'est sans compter sur les plans de Kralahome, premier ministre du roi et aussi sorcier, qui complote contre ce dernier.

## Fiche technique
- Titre original : The King and I
- Titre français : Le Roi et moi
- Réalisation : Richard Rich
- Scénario : Peter Bakalian, Jacqueline Feather et David Seidler, d'après la comédie musicale homonyme de Richard Rodgers et Oscar Hammerstein II adaptée du livre de Margaret Landon Anna et le Roi de Siam
- Lyrics : Oscar Hammerstein II
- Musique : Richard Rodgers (adaptée par William Kidd)
- Production : Peter Bakalian, Arthur Rankin Jr. et James G. Robinson
- Société de production : Morgan Creek Entertainment, Rankin/Bass Productions, Nest Family Entertainment et Rich Animation Studios
- Société de distribution : Warner Bros
- Pays d'origine : États-Unis
- Langue : anglais
- Format : couleur - 35 mm - 1,85:1 - son  DTS / Dolby Digital / SDDS
- Genre : Animation, fantastique et film musical
- Durée : 88 minutes
- Dates de sortie :
  - États-Unis : 19 mars 1999
  - France : 21 juillet 1999

## Distribution

### Voix originales
- Miranda Richardson : Anna Leonowens
- Christiane Noll : Anna Leonowens (chant)
- Martin Vidnovic : King of Siam
- Ian Richardson : Kralahome
- Darrell Hammond : Mr. Little
- Allen D. Hong : Prince Chululongkorn
- David Burnham : Prince Chululongkorn (chant)
- Armi Arabe : Tuptim
- Tracy Venner Warren : Tuptim (chant)
- Adam Wylie : Louis Leonowens
- Sean Smith : Sir Edward Ramsay
- Alexandra Lai : Princess Ying
- Katherine Lai : Princess Naomi
- Robert McEvilly : Luntha
- Tony Pope : Birman emissary
- Ken Baker : Capitain Orton
- Ed Trotta : Sir Edward's boat's Captain
- Mark Hunt : Steward
- Philip Proctor : Soldats et villageois masculins # 3
- Rodger Bumpass : Soldats
- Jack Angel : Serpentes et villageois masculines # 4
- Patrick Pinney : Tigre
- Sherry Lynn : Mesdames, villageois #2 et villageois #4
- Carole Jeghers : Les enfants royaux et la villageoise
- Kenneth Mars : Marin #1
- Steve Whitmire : Marin #2, Soldat et Villageois #2
- Bill Farmer : Marin #3 et Villageois
- Robert Clotworthy : Soldats
- Holly Gauthier-Frankel : Villageoise #3

### Voix françaises
- Brigitte Bergès : Anna Leonowens
- Lori Rault : Anna Leonowens (chant)
- Richard Darbois : le roi du Siam
- Robert Guilmard : Kralahome
- Daniel Lafourcade : maître Rikiki
- Damien Boisseau : le prince Chululongkorn
- Paolo Domingo : le prince Chululongkorn (chant)
- Véronique Volta : Tuptim
- Katia Aznavour : Tuptim (chant)
- Paul Nivet : Louis Loenowens
- Patrick Osmond : Sir Edward Ramsay
- Véronique Alycia : la première épouse
- Yves Barsacq : le capitaine Orton
- Pierre Dourlens : le capitaine du bateau de Sir Edward
- Antoine Tomé : l' intendant
- Gilbert Levy : l'émissaire birman
- Manon Azem : la princesse Ying
- Kelly Marot : la princesse Naomi

## Bande originale
- I Have Dreamed / We Kiss in a Shadow / Something Wonderful - Barbra Streisand
- Un p'tit refrain (I Whistle A Happy Tune) - Anna
- J'ai aimé comme vous (Hello, Young Lovers) - Anna
- La Marche des enfants siamois (The March of the Siamese Children)
- Mieux vous connaitre (Getting To Know You) - Anna
- Une servante (Shall I Tell You What I Think Of You?) - Anna
- Embrouillassement (A Puzzlement) - le roi
- Dans mon rêve (I Have Dreamed) - Chululongkorn et Tuptim
- Prière à Bouddha (Prayer to Buddha) - le roi
- Les Souvenirs d'Anna (Anna Remembers) / Je m'envole (Shall We Dance) - Anna
- Je m'envole - Final (Shall We Dance - Finale) - le roi et Anna
- Prologue - instrumental
- Arrivée au Siam (Arrival in Siam) / Espièglerie de Moonshee (Mooshee's Mischief) - instr.
- Deux servantes (Two Servants) / Revendications d'Anna (Anna's Demands) - instr.
- Kralahome (Kralahome's Scheme) / Le Cadeau de Tuptim (Tuptim's Gift) / L’Académie d'Anna (Anna's Academy) - instr.
- Le Domaine scientifique (Everything Scientific) / Les Enfants royaux hors du palais (Children Outside Palace) - instr.
- Que dire au fils qui grandit ? (What to Say to Growing Son) / Duo diabolique (Evil Duo) - instr.
- Anna restera (Anna Will Stay) - instr.
- La Folie des mangues (Mango Madness) / Le Sinistre Piège de Kralahome (Kralahome's Sinister Trap) - instr.
- Le Banquet (Banquet) / La Menace du roi (King's Threat) / Le Sauvetage en ballon (Balloon Rescue) - instr.
- Le Destin du roi (King's Fate) / L'Avenir du prince  (Prince's Future) / La Fin de Kralahome  (Kralahome's Demise) / La Surprise d'Anna (Anna's Surprise) - instr.
- Final - instr.